# Gwyn Nicholls
Pour les articles homonymes, voir Nicholls.

a Compétitions nationales et continentales officielles uniquement.

b Matchs officiels uniquement.
Dernière mise à jour le 13 janvier 2010.
Erith Gwyn Nicholls, né le 15 juillet 1874, mort le 24 mars 1939, est un joueur de rugby gallois, évoluant au poste de centre pour le pays de Galles et essentiellement pour le club de Cardiff RFC.

## Carrière
Né à Westbury-on-Severn, Gwyn Nicholls commence à jouer au rugby à XV avec les Cardiff Stars avant de débuter pour Cardiff RFC en 1893. Il y joue toute sa carrière de 18 saisons, sauf une demi-saison à Newport en 1901-1902 pour raisons professionnelles.
Il dispute son premier test match le 25 janvier 1896 contre l'Écosse, et son dernier contre l'Afrique du Sud le 1er décembre 1906.
Gwyn Nicholls dispute quatre test matches avec les Lions britanniques en 1899 en Australie, il est le seul Gallois sélectionné.
Le pays de Galles commence le tournoi britannique de 1900 par une victoire contre l'Angleterre, puis bat l'Écosse à Swansea et gagne en Irlande : la Triple Couronne est remportée. Billy Bancroft, Jehoida Hodges, Willie Llewellyn, Gwyn Nicholls, Billy Trew sont quelques joueurs remarquables de cette équipe... Une défaite contre l'Écosse en 1901 les prive de victoire dans le tournoi. Ce n'est que partie remise puisqu'en 1902 la victoire et la Triple Couronne sont remportées.
L'Écosse gagne les tournois 1903 et 1904, le pays de Galles perd contre les Écossais en 1903, ils perdent contre les Irlandais en 1904 et concèdent le match nul aux Anglais. 

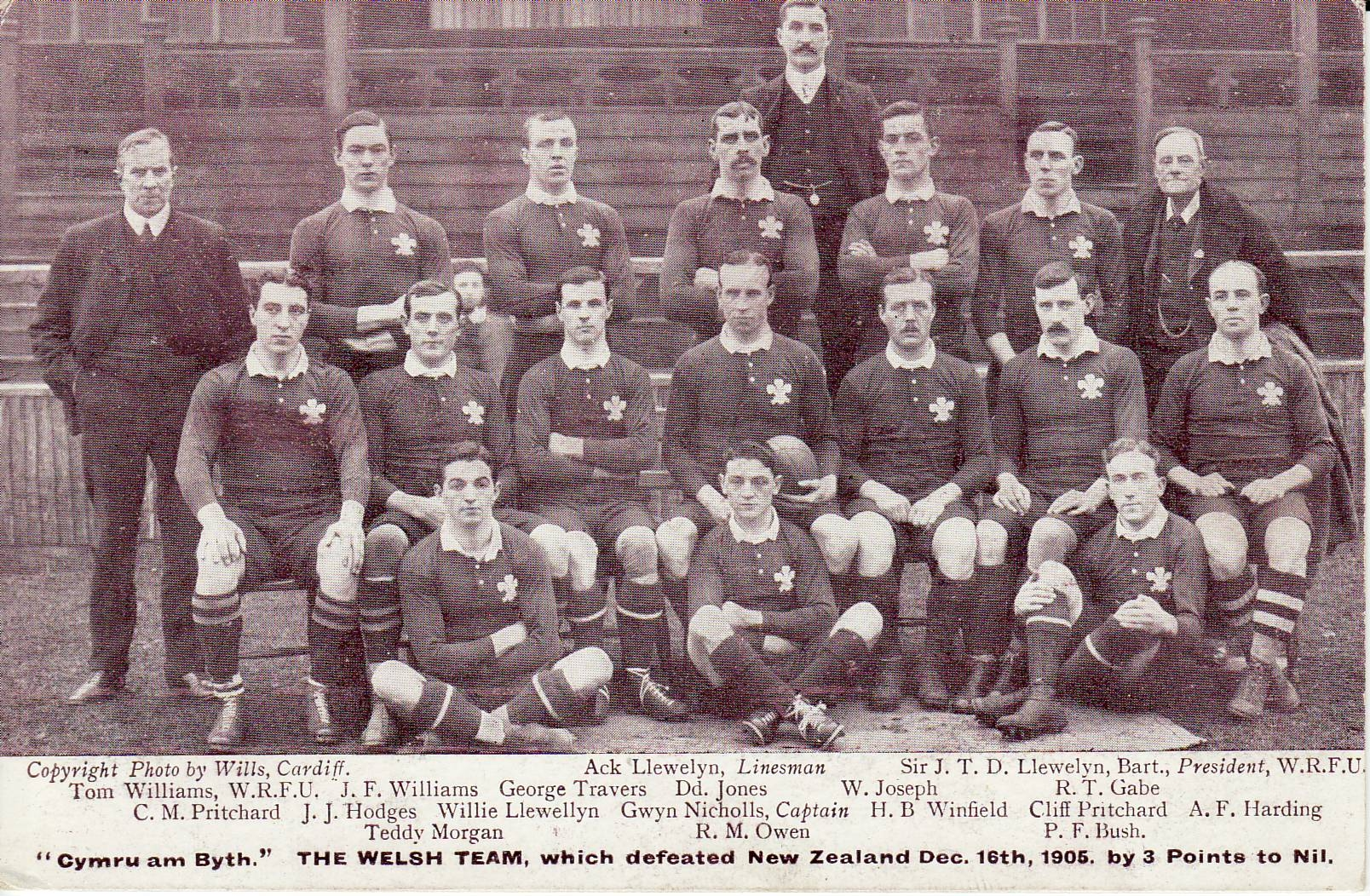
Les vainqueurs des Originals, premiers All Blacks.

Le XV du Dragon commence le tournoi 1905 par une victoire contre l’Angleterre 25 à 0, elle gagne en Écosse 6 à 3 et reçoit l'Irlande pour le dernier match, s'imposant 10 à 3 : la Triple Couronne est de nouveau obtenue… Rhys Gabe, Dick Jones, Dicky Owen, Charlie Pritchard, Twyber Travers ont rejoint les Jehoida Hodges, Billy Trew, Gwyn Nicholls...
Les Gallois invaincus en 1905 affrontent une autre équipe invincible, les All Blacks. L’équipe  galloise est la seule à parvenir à battre les Originals à Cardiff, par 3 à 0. Cette victoire est contestée en Nouvelle-Zélande, un essai néo-zélandais qui a est refusé aurait conduit à un match nul 3 à 3. C'est leur premier adversaire non britannique et non irlandais. 
En 1906, le pays de Galles remporte les deux premiers matches, perdant contre l'Irlande et il partage avec elle la victoire finale dans le tournoi. Le 1er décembre 1906, les Gallois rencontrent une nouvelle équipe, les Springboks. Ceux-ci font une tournée remarquable. Ils battent les Gallois 11 à 0. 
Gwyn Nicholls joue 24 matches avec les Gallois, dont dix comme capitaine. Il est le capitaine de l'équipe victorieuse de la Triple Couronne en 1902.
Il est également le capitaine de l'équipe victorieuse des All Blacks (3-0) à Cardiff. 
Nicholls est surnommé le Prince des « trois quarts » .

## En club
- Cardiff RFC  Pays de Galles 1893-1901
- Newport RFC  Pays de Galles 4 janvier 1902 - été 2002, onze matches (8 essais et 2 drops)
- Cardiff RFC  Pays de Galles 1902-1911.

## Palmarès
- 24 sélections pour le pays de Galles entre 1896 et 1906.
- Dix fois capitaine
- Trois essais avec les Gallois.
- Sélections par année : 2 en 1896, 1 en 1897, 2 en 1898, 3 en 1899, 2 en 1900, 3 en 1901, 3 en 1902, 1 en 1903, 1 en 1904, 2 en 1905, 4 en 1906
- Participation à onze tournois britanniques en 1896, 1897, 1898, 1899, 1900, 1901, 1902, 1903, 1904, 1905, 1906.
- Quatre victoires dans le tournoi britannique en 1900, 1902, 1905 et 1906.
- Trois Triples Couronnes en 1900, 1902, 1905.
- Avec les Lions : quatre sélections avec les Lions en 1900 en tournée en Australie (2 essais).